# 鄭自隆
鄭自隆（1949年—），臺灣傳播學者，台灣省台南縣（今臺南市）人。國立政治大學新聞學系博士，政大廣告系教授，專長為競選廣告、政府公關、傳播政策與管理、廣告史。曾任中華電視公司董事長兼總經理、公共電視文化事業基金會第五、六屆董事、廣播電視事業發展基金末任董事長。

## 學經歷

### 學歷
- 國立政治大學新聞學系學士
- 國立政治大學新聞研究所碩士
- 國立政治大學新聞研究所傳播學博士

### 經歷
- 國立政治大學廣告學系/所主任（1997-1999）
- 文化大學、銘傳大學、世新大學、國立空中大學兼任教授
- 公務人員高等考試典試委員
- 公務人員升官等考試典試委員
- 《中華民國廣告年鑑》總編輯（1995－2008）
- 中華電視公司董事（2004－2006，2013－至今）
- 中華電視公司董事長兼總經理（2022年4月29日－2022年7月31日）
- 公共電視文化事業基金會第五屆、第六屆董事（2013年7月29日－2022年7月31日）
- 廣播電視事業發展基金 董事長（2003－2008）
- 中華民國電視學會監事（2005－2008）
- 2006年第41屆金鐘獎電視金鐘獎評審團主任委員
- 行政院處理無線電視事業公股股權轉讓審議小組委員（2006－2009）
- 中華民國發行公信會 監事 （2004－）
- 行政院衛生署衛生食品廣告標示審查委員會委員（2004－）
- 行政院大陸委員會中華發展基金委員（2005－2009）
- 行政院衛生署衛生教育推動委員會委員兼傳播行銷組召集人（2006－）
- 國家通訊傳播委員會電視節目暨廣告審議委員（2007－2009）
- 行政院有線廣播電視審議委員會委員（2007－2009）
- 中華民國電視學會 常務監事 （2008－2012）

## 著作

### 專書
- 鄭自隆（1992）《競選文宣策略：廣告、傳播與政治行銷》，台北：遠流出版。
- 鄭自隆（1995）《競選廣告：理論、策略、研究案例》，台北：正中書局。
- 黃深勳、鄭自隆、孫秀蕙、王方平（1997）《企業公共關係》，台北：國立空中大學。
- 黃深勳、鄭自隆等（1998）《廣告學》，台北：國立空中大學 。
- 鄭自隆、黃深勳、郭良文、陳尚永（2001）《廣告管理》，台北：國立空中大學。
- 鄭自隆（2004）《競選傳播與台灣社會》，台北：揚智出版。
- 鄭自隆（2004）《避免〈廣告新聞化〉認定原則之建構》，台北：廣播電視事業發展基金。
- 鄭自隆、洪雅慧、許安琪（2005）《文化行銷》，台北：國立空中大學。
- 鄭自隆、廖文華編著（2006）《各國傳播媒體自律規範》，台北：行政院新聞局。
- 鄭自隆（2007）《打造「台灣」品牌》，台北：國立編譯館 / 揚智出版。
- 鄭自隆（2008）《電視置入：型式、效果與倫理》，台北：正中書局。
- 鄭自隆（2008）《廣告與台灣社會變遷》，台北：華泰文化。
- 鄭自隆編著 （2009）《廣告代理50年：東方廣告公司與台灣廣告產業》，台北：遠流出版。
- 鄭自隆（2012）《競選傳播：策略與管理》，台北：華泰文化。
- 鄭自隆（2013）《文創行銷》，台北：五南出版。
- 鄭自隆（2013）《公共關係：策略與管理》，台北：前程文化。
- 鄭自隆（2014）《廣告策略與管理》，台北：華泰文化。
- 鄭自隆（2014）《廣告、媒體與社會》，台北：華泰文化。

### 期刊論文
- 鄭自隆（1987）〈電腦在電視收視率調查之應用〉，《民意月刊》(民76秋季號)，頁3-17。
- 鄭自隆、潘家慶（1989）〈開放大眾傳播媒介發表政見與競選經費關聯性之研究〉，《新聞學研究》41期， 頁105-123，台北：國立政治大學新聞研究所。
- 徐佳士、鄭自隆（1992）〈新聞媒介與文化資訊〉，《民國八十年度中華民國文化評估與展望》, 頁161-193,台北: 行政院文化建設委員會。
- 鄭自隆（1992）〈二屆國代選舉兩黨競選廣告策略分析〉，《中華民國廣告年鑑》第四輯, 頁82-86,台北: 台北市廣告代理商業同業公會。
- 鄭自隆（1993）〈競選廣告中黨籍標籤之研究〉，《廣告學研究》第一集, 頁99-117,台北: 國立政治大學廣告系。
- 鄭自隆（1993）〈1992年二屆立法委員選舉競選廣告策略分析〉，《中華民國廣告年鑑》第五輯, 頁81-86, 台北：台北市廣告代理商業同業公會。
- 鄭自隆（1994）〈自傳式政治廣告之表現方式及其效果之比較研究〉，《廣告學研究》第三集, 頁115-143,台北: 國立政治大學廣告系。
- 鄭自隆（1994）〈1993年縣市長選舉競選廣告策略分析〉，《中華民國廣告年鑑》第六輯, 頁124-131, 台北：台北市廣告代理商業同業公會。
- 鄭自隆（1995）〈候選人電視辯論訊息策略及其效果之研究〉， 《廣告學研究》第五集, 頁43-84,台北: 國立政治大學廣告系。
- 鄭自隆（1995）〈有線電視系統業者廣告管理制度之規劃研究〉，《民意月刊》，194期, 頁35-58。
- 鄭自隆（1995）〈1994年省市首長及議員選舉競選廣告策略分析〉，《中華民國廣告年鑑》第七輯, 頁85-97,台北：台北市廣告代理商業同業公會。
- 莊伯仲, 鄭自隆（1996）〈競選文宣新媒介--台灣政治性資訊網路現況研究（1995）〉，《廣告學研究》第七輯, 頁85-119,台北: 國立政治大學廣告系。
- 鄭自隆（1996）〈1995年三屆立法委員選舉三黨文宣策略分析〉，《中華民國廣告年鑑》第八輯, 頁97-104, 台北：台北市廣告代理商業同業公會。
- 鄭自隆（1997）〈1995年三屆立法委員選舉三黨新聞發布策略分析〉，《廣告學研究》第九輯, 頁131-157,台北: 國立政治大學廣告系。
- 鄭自隆（1997）〈1996年台灣總統大選四組候選人文宣策略分析〉，《中華民國廣告年鑑》第九輯, 頁101-117, 台北：台北市廣告代理商業同業公會。
- 鄭自隆（1997）〈1995年三屆立法委員選舉政黨報紙競選廣告訊息與媒體策略分析〉，《選舉研究》第三卷第三期, 頁1-32,台北: 國立政治大學選舉研究中心。
- 鄭自隆（1998）〈1997年縣市長選舉兩黨文宣策略分析〉，《中華民國廣告年鑑》第十輯, 頁50-56, 台北：台北市廣告代理商業同業公會。
- 鄭自隆（1999）〈(1998年北高市長選舉)競選廣告策略分析〉，《國策專刊》第七期, 頁14-17, 台北: 國策研究院文教基金會。
- 鄭自隆（1999）〈廣告與台灣社會: 戰後五十年的變遷〉，《廣告學研究》第十三輯, 頁19-38,台北: 國立政治大學廣告系。
- 鄭自隆（1999）〈1998年北高市長選舉兩黨文宣策略分析〉，《中華民國廣告年鑑》第十一輯, 頁48-53, 台北：台北市廣告代理商業同業公會。
- Liu Hui-Liang and Cheng Tzu-Leong （2001）"Advertising development and social change of Taiwan in the postwar 50-year period",《中華民國廣告年鑑》第十三輯, 頁28-45, 台北：台北市廣告代理商業同業公會。
- 鄭自隆（2001）〈2000年台灣總統大選三組候選人文宣策略分析〉，《中華民國廣告年鑑》第十三輯,頁129-140, 台北：台北市廣告代理商業同業公會。
- 鄭自隆（2001）〈台灣廣告50年：廣告學術的回顧與展望〉，《中華民國廣告年鑑》第十三輯,頁122-128, 台北：台北市廣告代理商業同業公會。
- 鄭自隆（2001）〈公辦政見會及辯論會之必要性探討〉，《研考雙月刊》第226輯, 頁74-84,台北: 行政院研究發展考核委員會。
- 鄭自隆（2002）〈台灣廣告經營管理的變遷：1962-2002〉，《中華民國廣告年鑑》第十四輯, 頁18-31, 台北：台北市廣告代理商業同業公會。
- 陳清河、鄭自隆（2002）〈台灣加入WTO後廣告市場分析〉，《中華民國廣告年鑑》第十四輯, 頁81-86, 台北：台北市廣告代理商業同業公會。
- 鄭自隆（2002）〈2001年立法委員與縣市長選舉競選文宣觀察〉，《中華民國廣告年鑑》第十四輯, 頁96-106, 台北：台北市廣告代理商業同業公會。
- 鄭自隆（2003）〈政府、媒體與廣告產業〉，《中華民國廣告年鑑》第十五輯, 頁42-49, 台北：台北市廣告代理商業同業公會。
- 鄭自隆（2003）〈2003年北高市長選舉競選文文宣策略分析〉，《中華民國廣告年鑑》第十五輯, 頁69-81, 台北：台北市廣告代理商業同業公會。
- 鄭自隆（2004）〈2004年台灣總統大選文宣策略分析〉，《中華民國廣告年鑑》第十六輯, 頁82-94, 台北：台北市廣告代理商業同業公會。
- 陳清河、鄭自隆（2004）〈數位化時代之電視行銷與廣告經營策略〉，《中華民國廣告年鑑》第十六輯, 頁66-75, 台北：台北市廣告代理商業同業公會。
- 鄭自隆（2005）〈數位電視廣告管理：一些經營面向的新思考〉，《中華民國廣告年鑑》第十七輯, 頁93-98, 台北：台北市廣告代理商業同業公會。
- 鄭自隆（2005）〈雖曰管窺、亦得全豹〉，《新聞學研究》84期，頁239-245，台北：國立政治大學新聞研究所。
- 鄭自隆（2006）〈電視數位化的思考與因應：日、韓經驗的借鏡〉，《傳播管理》第6卷第1期，頁67-79，台北：銘傳大學傳播管理研究所。
- 鄭自隆（2006）〈台灣第一張報紙廣告與《台灣府城教會報》〉，《中華民國廣告年鑑》第十八輯, 頁46-55, 台北：台北市廣告代理商業同業公會。
- 鄭自隆（2007）〈替代與襲奪：戰後台灣媒體產業的發展〉，《中華民國廣告年鑑》第十九輯, 頁16-23, 台北：台北市廣告代理商業同業公會。
- 陳清河、鄭自隆、廖文華（2007）〈台灣民眾傳播行為：網路的崛起〉，《中華民國廣告年鑑》第十九輯, 頁26-34, 台北：台北市廣告代理商業同業公會。
- 鄭自隆（2008）〈析論台灣廣告代理產業興起原因〉，《中華民國廣告年鑑》第二十輯, 頁29-34, 台北：台北市廣告代理商業同業公會。
- 鄭自隆（2012）〈政策宣導效果指標之建構〉，《廣告學研究》第36輯, 頁1-28,台北: 國立政治大學廣告系。

### 研討會論文
- 鄭自隆（1992）〈競選廣告中黨籍標籤之研究〉，第一屆中華民國廣告與公共關係學術研討會發表（1992年11月），國立政治大學廣告系主辦。
- 鄭自隆（1992）〈二屆立法委員選舉競選文宣觀察〉，二屆立委選舉研究會發表（1992年12月）,中華會與中華民國公共秩序研究會主辦。
- 鄭自隆, 朱文禎（1993）〈電視節目與廣告分析儀電腦化之設計規劃〉，第九屆全國技術及職業教育研討會發表（1994年3月），國立雲林技術學院主辦。
- 鄭自隆（1993）〈政黨電視競選宣傳之負面廣告內容分析〉，1993中文傳播研究暨教學研討會發表（1993年7月），國立政治大學傳播學院主辦。
- 鄭自隆（1993）〈自傳式政治廣告之表現方式及其效果之比較研究〉，第二屆中華民國廣告與公共關係學術研討會發表（1993年12月），國立政治大學廣告系主辦。
- 鄭自隆（1994）〈候選人電視辯論訊息策略及其效果之研究〉，第三屆中華民國廣告與公共關係學術研討會發表（1994年11月），國立政治大學廣告系主辦。
- 鄭自隆, 陳業鑫（1995）〈負面競選廣告與刑法妨害名譽罪〉，〈媒體誹謗〉研討會發表（1995年5月），國立政治大學傳播學院主辦。
- 鄭自隆（1995）〈有線電視系統業者廣告管理制度之規劃研究〉，第二屆廣電學術與實務研討會發表（1995年6月），國立政治大學廣播電視學系主辦。
- 鄭自隆（1996）〈1996年總統大選四組候選人文宣策略觀察〉,1996年總統選舉研討會發表（1996年4月），國立政治大學新聞學系主辦。
- 鄭自隆（1997）〈1995年三屆立法委員選舉三黨新聞發布策略分析〉，第五屆中華民國廣告與公共關係學術研討會發表（1997年3月），國立政治大學廣告系主辦。
- 鄭自隆（1997）〈競選廣告媒體企劃：四種觀點〉，1997年廣告媒體實務研討會發表（1997年12月)，國立政治大學廣告學系主辦。
- 鄭自隆（1999）〈廣告與台灣社會：戰後五十年的變遷〉，第七屆中華民國廣告與公共關係學術研討會發表（1999年5月），國立政治大學廣告系主辦。
- 鄭自隆（2000）〈2000年台灣總統大選競選文宣觀察〉，第八屆中華民國廣告與公共關係學術研討會發表(2000年4月)，國立政治大學廣告系主辦。
- 鄭自隆（2000）〈2000年總統大選候選人網站分析〉，2000年傳播管理學術研討會發表（2000年5月），銘傳大學傳播學院主辦。
- 鄭自隆（2000）〈2000年總統大選三組候選人電視廣告表現與文宣策略關連性分析〉，2000年總統選舉:傳播、行銷暨策略學術研討會發表（2000年11月），世新大學民意調查研究中心主辦。
- 鄭自隆（2002）〈2001年選舉候選人網站內容分析及其效果撿驗研究〉，2002年e世紀的挑戰國際學術研討會發表（2002年3月），銘傳大學主辦。
- 鄭自隆（2002）〈2001年立法委員選舉各黨文宣策略分析〉，2002年選舉 傳播、行銷暨策略學術研討會發表（2002年4月），世新大學民意調查研究中心主辦。
- 鄭自隆（2002）〈台灣電視廣告四十年：經營、管理與表現〉，台灣電視四十年回顧與前瞻研討會發表（2002年10月），國立政治大學傳播學院主辦。
- 鄭自隆（2003）〈選舉與台灣社會：李登輝時代競選傳播的意義與特色〉，傳播與媒體生態研討會發表（2003年10月），義守大學主辦。
- 鄭自隆（2004）〈台灣競選傳播應用數位化媒介之回顧〉，2004年數位媒體的發展與再造學術研討會發表（2004年3月），銘傳大學主辦。
- 鄭自隆（2004）〈台灣有線電視產業競爭策略研究〉，2004年數位廣電時代研討會發表（2004年4月），國立政治大學廣播電視學系主辦。
- 鄭自隆（2004）〈2004年台灣總統大選媒體表現檢討：社會責任論觀點〉，2004年總統選舉：傳播、策略、方法學術研討會發表（2004年5月），世新大學民意調查研究中心主辦。
- 鄭自隆（2004）〈中華民國政府國際政治廣告回顧：『台灣』品牌知識之建構〉，當前新聞生態的挑戰與出路研討會發表（2004年9月），曾虛白先生新聞獎基金會主辦，見《當前新聞生態的挑戰與出路研討會論文集》，頁35-72。
- 鄭自隆（2005）〈數位電視廣告管理：一些經營面向的新思考〉，有線暨衛星廣播電視產業營運議題研討會發表（2005年1月），行政院新聞局、廣電人市場研究公司主辦。
- 鄭自隆（2005）〈電視數位化的思考與因應：日、韓經驗的借鏡〉，2005年數位媒體的發展與再造學術研討會發表（2005年3月），銘傳大學主辦。
- 鄭自隆（2006）〈台灣第一張報紙廣告：《台灣府城教會報》早期廣告研究〉，第十四屆中華民國廣告與公共關係學術研討會發表（2006年10月），國立政治大學廣告系主辦。
- 鄭自隆（2009）〈替代或襲奪？台灣電視產業的問題與因應〉，2009年銘傳大學國際學術研討會發表（2009年3月），銘傳大學主辦。
- 鄭自隆（2010）〈廣告：台灣社會百年影像〉，民國百年傳播與發展學術研討會發表（2010年5月20日），佛光大學主辦。
- 鄭自隆（2010）〈政策宣導效果指標之建構〉，第十八屆中華民國廣告與公共關係學術研討會發表（2010年10月），國立政治大學廣告系主辦。
- 鄭自隆（2011）〈衛教資訊風險溝通：模式試擬〉，第一屆「善行」社會政策暨行銷理論實務研討會發表（2011年12月22日），世新大學知識經濟發展研究院主辦。
- 鄭自隆（2012）〈電視數位後收視率調查的新思考：ABR〉，2012年銘傳大學國際學術研討會發表（2012年3月），銘傳大學主辦。

### 專書篇章
- 鄭自隆（1992）〈民國七十八年選舉政治廣告訊息策略及其效果檢驗之研究〉，彭芸編著《政治廣告與選舉》，頁179-210，台北：正中書局。
- 鄭自隆（1993）〈競選文宣的廣告訴求與廣告表現〉，黃俊英等著《選戰贏家》，頁227-251，台北：中華民國管理科學會。
- 鄭自隆（1997）〈1996年總統大選四組候選人文宣策略觀察〉，金溥聰編《總統選舉與新聞報導》，頁33-60，台北：國立政治大學新聞學系。
- 鄭自隆（2006）〈2002年北高市長與議員選舉競選文宣觀察，梁世武編《選舉過程中的傳播與策略研究》，頁259-308，台北：雙葉書廊。
- 鄭自隆（2006）〈2004年台灣總統大選媒體表現檢討 － 社會責任論觀點〉，梁世武編《政治傳播與競選策略》，頁75-107，台北：五南出版。
- Cheng Tzu-leong （2007） “Development of Asian Advertising – Taiwan” and “Current Status of Advertising – Taiwan”, pp.97-101,204-219, in AFAA (ed.) Asian Advertising 2007, Seoul, Korea: Asia Federation of Advertising Associations.
- 鄭自隆（2009）〈從台灣50年整體環境之演變，看台灣廣告產業演進與發展〉，《廣告雜誌》編《台灣廣告50年：23個關鍵時間點》，頁322-335，台北：台北市廣告代理商業同業公會。
- 鄭自隆（2012）〈廣告與台灣社會變遷：清領與日治時期〉，國立中央圖書館台灣分館編《台灣學系統講座專輯 第五集》，頁153-173，台北：國立中央圖書館台灣分館。